# Lee Hye-jin
Lee Hye-jin, née le 23 janvier 1992 dans la province de Gyeonggi, est une coureuse cycliste sud-coréenne. Spécialisée dans les épreuves de sprint sur piste, elle a notamment été championne d'Asie de vitesse par équipes en 2015 et 2017. Elle a représenté la Corée du Sud aux Jeux olympiques de 2012 et 2016.

## Palmarès

### Jeux olympiques
- Londres 2012
  - 9e de la vitesse par équipes
  - Éliminé aux repêchages du premier tour de la vitesse
  - Éliminé aux repêchages du premier tour du keirin
- Rio 2016
  - 8e du keirin
- Tokyo 2020
  - 19e du keirin
  - 17e de la vitesse individuelle

### Championnats du monde
- Montichiari 2010
  -  Championne du monde du 500 mètres junior
  -  Championne du monde de  la vitesse individuelle junior
- Melbourne 2012
  - 10e de la vitesse individuelle[1]
  - 13e de la vitesse par équipes
- Saint-Quentin-en-Yvelines 2015
  - 9e du keirin
- Londres 2016
  - 6e du keirin
- Hong Kong 2017
  - 10e de la vitesse par équipes
  - 12e du keirin[2]
  - 16e de la vitesse individuelle (éliminée en 1/8e de finale)[3]
- Apeldoorn 2018
  - 8e du keirin[4]
  - 12e de la vitesse par équipes[5]
  - 20e de la vitesse individuelle (éliminée en seizième de finale)[6]
- Pruszków 2019
  - 9e du keirin
  - 11e de la vitesse par équipe[7]
  - 22e de la vitesse individuelle (éliminée en seizième de finale)[8]
- Berlin 2020
  -  Médaillée d'argent du keirin

### Coupe du monde
- 2016-2017
  - 3e de la vitesse par équipes à Los Angeles
- 2017-2018
  - 2e du keirin à Minsk
  - 3e de la vitesse à Santiago
  - 3e de la vitesse par équipes à Santiago
  - 3e de la vitesse par équipes à Milton
  - 3e de la vitesse par équipes à Minsk
- 2018-2019
  - 2e de la vitesse à Hong Kong
- 2019-2020
  - 1re du keirin à Hong Kong
  - 1re du keirin à Cambridge
  - 3e du keirin à Minsk

### Championnats d'Asie
- Kuala Lumpur 2012
  -  Médaillée d'argent de la vitesse par équipes
- New Delhi 2013
  -  Médaillée de bronze de la vitesse par équipes
- Astana 2014
  -  Médaillée d'argent de la vitesse par équipes
  -  Médaillée d'argent du 500 mètres
- Nakhon Ratchasima 2015
  -  Championne d'Asie de vitesse par équipes (avec Choi Seul-gi)
  -  Médaillée d'argent du keirin
- Izu 2016
  -  Médaillée d'argent de la vitesse individuelle
  -  Médaillée d'argent de la vitesse par équipes
  -  Médaillée de bronze du keirin
- New Delhi 2017
  -  Championne d'Asie de vitesse par équipes (avec Kim Won-Gyeong)
  -  Médaillée d'argent du keirin
  -  Médaillée de bronze de la vitesse individuelle
- Nilai 2018
  -  Médaillée d'argent du keirin
  -  Médaillée d'argent de la vitesse par équipes
  -  Médaillée de bronze de la vitesse individuelle
- Jakarta 2019
  -  Médaillée d'argent de la vitesse par équipes
  -  Médaillée de bronze de la vitesse individuelle
- Jincheon 2020
  -  Médaillée d'argent de la vitesse par équipes
  -  Médaillée de bronze du keirin
- Nilai 2023
  -  Médaillée de bronze de la vitesse par équipes

### Jeux asiatiques
- Incheon 2014
  -  Médaillée d'argent de la vitesse par équipes
- Jakarta 2018
  -  Médaillée d'argent du keirin
  -  Médaillée d'argent de la vitesse individuelle
  -  Médaillée de bronze de la vitesse par équipes
- Hangzhou 2022
  -  Médaillée d'argent de la vitesse par équipes

### Championnats nationaux
- 2017
  -  Championne de Corée du Sud du keirin
- 2020
  -  Championne de Corée du Sud du keirin